# Рудиментари Пени
„Рудиментари Пени“ (Rudimentary Peni) е британска пънк и детрок група, формирана през 1980 година. Съставена е от Ник Блинко (китара, вокали, графика и текстове), Грант Матюс (бас китара, текстове) и Джон Гревил (барабани).

## История
Групата е част от британската анархопънк култура от началото на 80-те. Фронтменът Блинко е известен с рисунките с туш и перо, които красят албумите на групата. Басистът Грант Матюс също пише част от песните, като тематиката на групата е отчасти социополитическа и отчасти мрачно-духовита.
Първият запис на групата е самостоятелно издаден миниалбум, съдържащ 10 песни и издаден на 7-инчова плоча. Още от ранните си години сами се занимават с издаването на музиката си, като от време на време получават предложения от звукозаписни компании. Още в началото „Рудиментари Пени“ се сближават с „Крас“ и вторият им миниалбум Farce е издаден от „Крас Рекърдс“. До издаването на първия им студиен албум, Death Church (1983), записите им се разпространяват в хартиени калъфки с графики, текстове и плакати – практика, характерна за Крас и много други анархопънк групи.
В средата на 80-те Матюс е диагностициран с рак и групата престава да изпълнява музика. След 4-годишна пауза те записват Cacophony през 1987 година. Блинко пише полу-автобиографичен роман, носещ заглавието The Primal Screamer ('Първичният кресливец'). Славата на Блинко в арт брут средите също нараства. Той пише и The Haunted Head ('Преследваната глава').

## Дискография
- Rudimentary Peni EP (миниалбум), „Аутър Хималаян“ (Outer Himalayan), 1981;
- Farce EP, „Крас Рекърдс“ (Crass Records), 1981;
- Catastrophe LP наживо, „Ротън“ (Rotten), 1982;
- Death Church LP, „Корпъс Крайсти Рекърдс“ (Corpus Christi Records), 1983;
- The EPs of RP LP/CD (събира на едно място Rudimentary Peni и Farce), „Корпъс Крайсти Рекърдс“, 1986;
- Cacophony LP, „Аутър Хималаян“, 1987;
- Pope Adrian 37th Psychristiatric LP, „Аутър Хималаян“, 1995;
- Echoes of Anguish EP, „Аутър Хималаян“, 1998;
- The Underclass EP, „Аутър Хималаян“, 2000;
- Archaic EP, „Аутър Хималаян“, 2004;
- No More Pain EP, „Садърн“ (Southern), 2008.

|  | Тази страница частично или изцяло представлява превод на страницата Rudimentary Peni в Уикипедия на английски. Оригиналният текст, както и този превод, са защитени от Лиценза „Криейтив Комънс – Признание – Споделяне на споделеното“, а за съдържание, създадено преди юни 2009 година – от Лиценза за свободна документация на ГНУ. Прегледайте историята на редакциите на оригиналната страница, както и на преводната страница, за да видите списъка на съавторите. ВАЖНО: Този шаблон се отнася единствено до авторските права върху съдържанието на статията. Добавянето му не отменя изискването да се посочват конкретни източници на твърденията, които да бъдат благонадеждни. |